# Еленор Мекоби
Еленор Емонс Мекоби (15. маја 1917. - 11. децембра 2018.) била је амерички психолог која је позната по својим истраживањима и научним доприносима у областима развојне психологије. Током своје каријере, проучавала је разлике између полова, развој пола, диференцијацију пола, однос родитељ-дете, развој детета и друштвени развој из перспективе детета.

## Почетни период живота и образовање
Еленор  Мекоби рођена је 15. маја 1917. године у Такоми у Вашингтону. Била је друга од четири кћери својих родитеља, Еугена и Виве. Удала се за студента психологије Натана Мекобиа током своје последње године студија, а пар је касније усвојио троје деце. Дипломирала је на Универзитету Вашингтону, а затим је стекла  магистерско и докторско звање на Универзитету у Мичигену.

## Каријера
Еленор  Мекоби је кратко радила са  бихевиористичким психологом Скинером пре него што јој је психолог Роберт Сарс понудио позицију на Универзитету Харвард. Њена рана истраживања обухватала су студије о утицају телевизије на децу и истраживања о праксама васпитања деце. У неком тренутку Макоби је почела да осећа да њен пол утиче на њену способност професионалног напретка на Харварду, па је одлучила да прихвати позицију на Универзитету Станфорд као професорка психологије.
Њена истраживања су се усмерила на психологију полних разлика. Њена истраживања показују да биолошки утицаји нису толико значајни као што је научна заједница претходно мислила. Такође је сугерисала да су друштвени, културни и родитељски утицаји примарни детерминанти родно одређених улога и преференција.
Једно од њених најпознатијих дела је књига Психологија полних разлика,  написана у сарадњи са Керол Нађ Џеклин. Књига је цитирана више од 11,515 пута.
Њена истраживања током 1990-их година углавном су се бавила утицајем развода на децу. Њена истраживања о утицају развода на породице довела су је до писања две књиге на ту тему.
Мекоби је допринела пионирским истраживањима о родовима и полним разликама. За свој рад је добила бројне награде и признања, укључујући Г. Стенли Хол награду (1982) и Америчку психолошку фондацију Награду за животно дело (1996).
Поред многих достигнућа, била је председница Одељења 7 Америчке психолошке асоцијације (Division 7 of the American Psychological Association ) од 1971. до 1972. године и прва жена која је била на челу одељења за психологију на Универзитету Станфорд. Такође је изабрана у Националну академију наука 1993. године.
Division 7 of the American Psychological Association такође додељује награду у њено име, Мекоби награду, психолозима који праве важне доприносе у области развојне психологије. У једном истраживању које је рангирало 100 најпознатијих психолога 20. века, Мекоби је рангирана на 70. место.
Друга признања која је добила током своје каријере укључују награду Универзитета Станфорд Валтер Горес за изванредно поучавање и награду Америчке психолошке асоцијације за изузетне научне доприносе.
Еленор Мекобy је у 101. години преминула од упале плућа у Пало Алтоу, Калифорнија, 11. децембра 2018. године.